# Jordan Wilimovsky
Jordan Matthew Wilimovsky (Malibú, 22 de abril de 1994) es un deportista estadounidense que compite en natación, en las modalidades de piscina y aguas abiertas.
Ganó cuatro medallas en el Campeonato Mundial de Natación entre los años 2015 y 2019, y tres medallas en el Campeonato Pan-Pacífico de Natación de 2018.
Participó en dos Juegos Olímpicos de Verano, en los años 2016 y 2020, ocupando el cuarto lugar en Río de Janeiro 2016, en la prueba de 1500 m libre.

## Palmarés internacional
| Campeonato Mundial      | Campeonato Mundial      | Campeonato Mundial | Campeonato Mundial |
| Año                     | Lugar                   | Medalla            | Prueba             |
| ----------------------- | ----------------------- | ------------------ | ------------------ |
| 2015                    | Kazán (Rusia)           | Medalla de oro     | 10 km              |
| 2017                    | Budapest (Hungría)      | Medalla de plata   | 10 km              |
| 2017                    | Budapest (Hungría)      | Medalla de plata   | Equipo mixto       |
| 2019                    | Gwangju (Corea del Sur) | Medalla de bronce  | Equipo mixto       |
| Campeonato Pan-Pacífico |                         |                    |                    |
| Año                     | Lugar                   | Medalla            | Prueba             |
| 2018                    | Tokio (Japón)           | Medalla de oro     | 10 km              |

| Campeonato Pan-Pacífico | Campeonato Pan-Pacífico | Campeonato Pan-Pacífico | Campeonato Pan-Pacífico |
| Año                     | Lugar                   | Medalla                 | Prueba                  |
| ----------------------- | ----------------------- | ----------------------- | ----------------------- |
| 2018                    | Tokio (Japón)           | Medalla de oro          | 1500 m libre            |
| 2018                    | Tokio (Japón)           | Medalla de plata        | 800 m libre             |